# Vălenii de Mureș
Vălenii de Mureș (węg. Disznajó) – wieś w Rumunii, w okręgu Marusza, w gminie Brâncovenești. W 2011 roku liczyła 1179 mieszkańców.